# São Pedro (Vila Franca do Campo)
São Pedro é uma freguesia portuguesa do município de Vila Franca do Campo,  com 2,48 km² de área e 1380 habitantes (censo de 2021). A sua densidade populacional é 556,5 hab./km².
A freguesia de São Pedro possui uma escola, uma igreja paroquial, um convento franciscano, praias, olarias e um jardim.

## Demografia
A população registada nos censos foi:
| Distribuição da População por Grupos Etários | Distribuição da População por Grupos Etários | Distribuição da População por Grupos Etários | Distribuição da População por Grupos Etários | Distribuição da População por Grupos Etários |
| -------------------------------------------- | -------------------------------------------- | -------------------------------------------- | -------------------------------------------- | -------------------------------------------- |
| Ano                                          | 0-14 Anos                                    | 15-24 Anos                                   | 25-64 Anos                                   | > 65 Anos                                    |
| 2001                                         | 281                                          | 190                                          | 528                                          | 121                                          |
| 2011                                         | 279                                          | 222                                          | 788                                          | 137                                          |
| 2021                                         | 226                                          | 166                                          | 813                                          | 175                                          |

### Eleições Junta de Freguesia[5]
| Data | %    | M     | %       | M       | Participação |   |                |
| Data | PS   | PS    | PPD/PSD | PPD/PSD | Participação |   |                |
| ---- | ---- | ----- | ------- | ------- | ------------ | - | -------------- |
| Data | 2021 | 52.84 | 5       | 45.15   | Participação | 4 | 55,88 / 100,00 |